# سونی دوی کونچورو
سونی دوی کونچورو (انگلیسی: Sony Dwi Kuncoro؛ زادهٔ ۷ ژوئیهٔ ۱۹۸۴) بدمینتون‌باز اهل اندونزی است.